# فلويد غيبونز
فلويد غيبونز (بالإنجليزية: Floyd Gibbons) هو صحفي أمريكي، ولد في 1887 في واشنطن العاصمة في الولايات المتحدة، وتوفي في 23 سبتمبر 1939 في بنسيلفانيا في الولايات المتحدة بسبب نوبة قلبية.

## وصلات خارجية
- فلويد غيبونز على موقع IMDb (الإنجليزية)
- فلويد غيبونز على موقع أول موفي (الإنجليزية)
- فلويد غيبونز على موقع قاعدة بيانات الفيلم (الإنجليزية)
- فلويد غيبونز على موقع كينوبويسك (الروسية)